# BR-010
A BR-010 (também chamada Rodovia Belém-Brasília) é uma via de trânsito do tipo rodovia federal radial do Brasil, com extensão de 1 959,6 quilômetros (incluídos os trechos não construídos). O trecho que vai de Estreito (Maranhão) ao entroncamento com a BR-316 em Santa Maria do Pará (Pará); e a BR-316, no trecho que vai do entroncamento com a BR-010 até Belém é denominado Rodovia Bernardo Sayão, em homenagem à um dos diretores da Novacap, que foi designado como responsável por construir a rodovia entre Brasília e a região norte do país.
Seu ponto inicial é na cidade brasileira de Brasília (Distrito Federal), e o final é na cidade de Belém (Pará), e esta transpassa pelos seguintes estados: Maranhão, Tocantins e, Goiás.

## Importância econômica
A Rodovia Belém-Brasília possibilitará a integração geográfica do Brasil, ligando o país de de norte a sul, tendo a cidade de Brasília como o ponto central desta ligação.
Com a BR - 010, Palmas - TO passa a ser servida por rodovia federal, deixando de ser a única capital de estado com essa condição. Além disso, com a conclusão da BR - 010, a região a margem direita do Rio Tocantins será melhor integrada a outras regiões do País,  proporcionando o desenvolvimento desta região, algo observado na margem esquerda com a BR - 153. É importante destacar que o povoamento do estado do Tocantins começou pela margem direita do rio, mas que no passado teve seu desenvolvimento atropelado com a mudança do modal de transporte fluvial para o rodoviário com a rodovia BR 153. Com a conclusão desta rodovia, há expectativa de um reparo histórico para as cidades de Paranã, Silvanópolis, Natividade, Chapada da Natividade, Arraias, Santa Rosa do Tocantins, Porto Nacional, Monte do Carmo, Palmas, Aparecida do Rio Negro, Rio Sono, Pedro Afonso, Santa Maria do Tocantins, Itacajá e Goiatins.
Essa rodovia ainda servirá a importantes polos do agronegócio como a região de Pedro Afonso e Porto Nacional, e a região central do MATOPIBA como um todo
Em Goiás é o principal acesso da Região turística da Chapada dos Veadeiros. 
Após a conclusão da rodovia, a expectativa é que se reduza o tráfego da BR - 153 em 30%. Além disso, a BR - 010 ajudará no abastecimento dos modais da Ferrovia Norte Sul e da futura hidrovia do rio Tocantins. ￼

## Percurso
Entre Brasília (DF) e a cidade de Estreito (MA), o percurso original da Rodovia Belém-Brasília segue pelas rodovias BR-060, BR-153 e BR-226, que são completamente asfaltadas neste trecho. A rodovia BR-010 passa pelo Distrito Federal,  Em Goiás, a BR-010 é o principal acesso rodoviário à região ecoturística da Chapada dos Veadeiros.

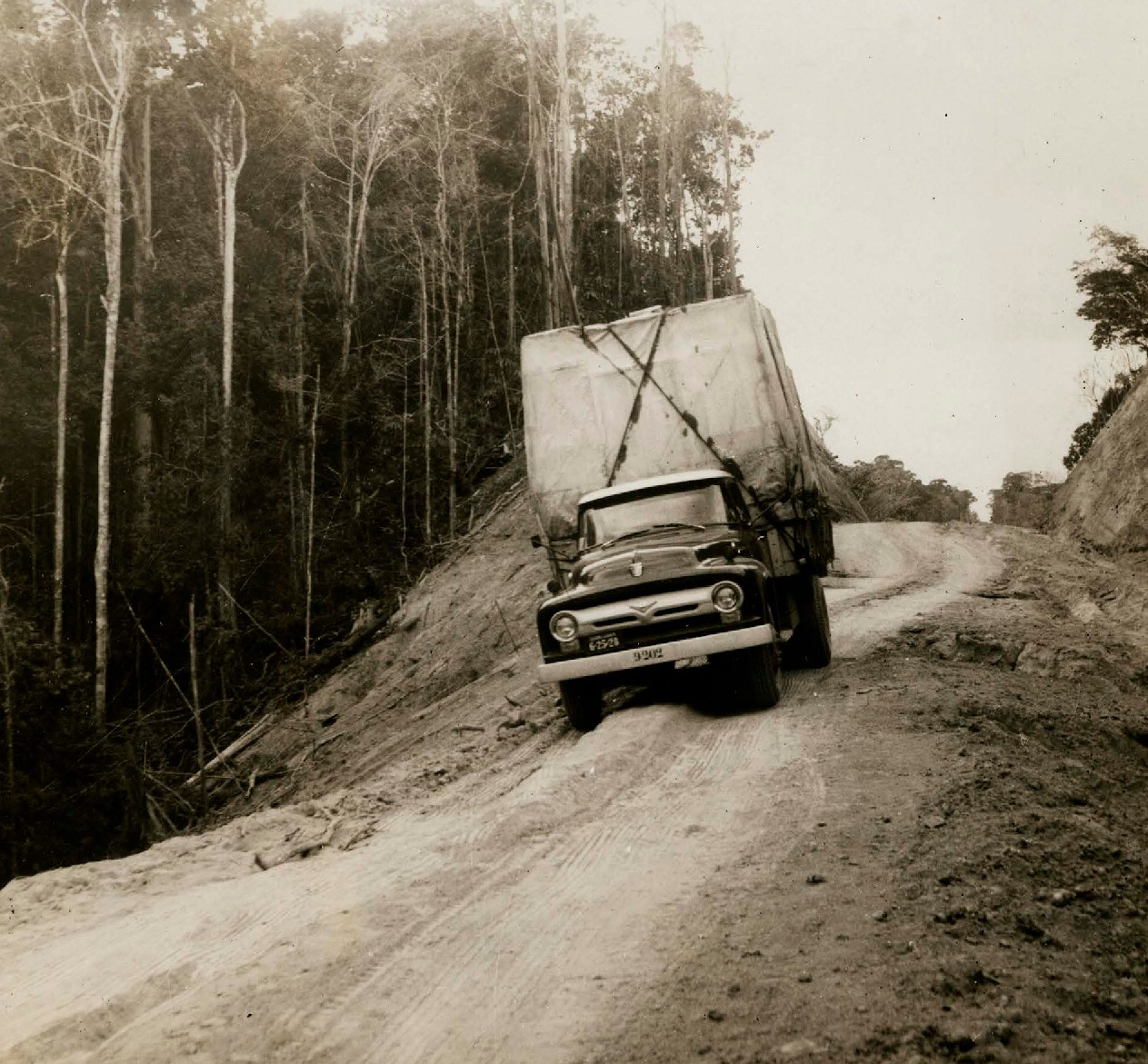
Construção da Rodovia Belém-Brasília (Acervo Arquivo Nacional)

No percurso entre a cidade Brasília (DF) e a cidade de Palmas (TO), a BR-010 é complementada pelas rodovias GO-118 e TO-050 (Rodovia Coluna Prestes), já que o trecho entre Teresina de Goiás (GO) e Paranã (TO) ainda não chegou a ter sido construído.  
Em 08 de Janeiro de 2020 foi publicada no Diário Oficial da União, portaria incorporando a TO - 050 entre Palmas e Silvanópolis à BR - 010. Com isso, Porto Nacional passa a ser servida por uma rodovia federal. Essa incorporação será efetivada após a transferência de patrimônio do Governo do Tocantins para a União. O Projeto de Lei Nº 001/2022 encaminhado à Assembleia Legislativa do Tocantins pelo Governador em Exercício do Tocantins, Wanderlei Barbosa, prevê a autorização de federalização deste trecho.  Anteriormente, o trecho que liga Silvanópolis (TO) a Palmas seria via Monte do Carmo - TO, sendo o pavimentado somente os trechos coincidentes com a TO-255 (em Monte do Carmo) e com a TO-050.  
O governador Wanderlei Barbosa (Republicanos) assinou no dia 4 de Março de 2024, o termo de transferência da TO-020, que liga Palmas a Aparecida do Rio Negro, para a União e agora passa ser a BR-010. Ao todo, são 65,9 quilômetros que passam a ser de responsabilidade do governo federal, sob a gestão do Departamento Nacional de Infraestrutura e Transportes (Dnit).
A BR-010 se sobrepõe à rodovia diagonal do Distrito Federal DF-345 durante o percurso de 11 km, onde se sobrepõe a rodovia diagonal GO-118, que liga a cidade goiana de Campos Belos a Brasília, durante o percurso de 15 km, onde liga a BR-020.
A BR-010 possui diversos trechos sem pavimentação ou ainda por construir, principalmente no Tocantins. Neste estado, os únicos trechos que possuem um trânsito relativo de veículos são os trechos entre o povoado do Príncipe (em Natividade) e Silvanópolis, e o trecho entre o km 402 (Fazenda Frigovale I) e o entroncamento da TO-020, em Palmas. Os demais trechos são muito pouco utilizados, mesmo os que possuem asfalto. É denominada oficialmente de Rodovia Bernardo Sayão.
| - Santa Maria do Pará (cruzamento com a BR-316) - São Miguel do Guamá - Irituia (centro á 6 km pela PA-253) - Mãe do Rio (acesso á Concórdia do Pará, Acará , e a Alça Viária do Pará pela PA-252) - Aurora do Pará - Ipixuna do Pará - Paragominas (Início da PA - 125, centro á 14 km , Vindo de Belém), (acesso á Tomé-Açu pela PA-256, centro à 12 km Pela PA - 256, vindo de Imperatriz) - Ulianópolis (Fim da PA - 125) - Dom Eliseu (acesso á Marabá pela BR-222) - Itinga do Maranhão - Açailandia - Imperatriz - Governador Edison Lobão - Ribamar Fiquene - Campestre do Maranhão - Porto Franco - Estreito - Carolina | - Goiatins - Itacajá - Santa Maria do Tocantins - Aparecida do Rio Negro - Rio Sono - Pedro Afonso - Miracema do Tocantins - Palmas - Porto Nacional - Silvanópolis - Santa Rosa do Tocantins - Chapada da Natividade - Natividade - Paranã - Cavalcante - Teresina de Goiás - Alto Paraíso de Goiás - São João d'Aliança - Água Fria de Goiás - Planaltina |

Relação das rodovias
- BR-060[7] - Rodovia radial brasileira que segue de Brasília (DF) até Bela Vista (MS). Recebe o nome de "Rodovia Belém-Brasília" no trecho entre Brasília (DF) e Anápolis (GO).

- BR-153[12][2] - Rodovia longitudinal brasileira que segue de Marabá (PA) até Aceguá (RS), sendo também chamada de "Rodovia Transbrasiliana". Recebe o nome de "Rodovia Belém-Brasília" no trecho entre Wanderlândia (TO) e Anápolis (GO), possuindo trechos concomitantes com a BR-080, com a BR-414 e com a BR-242.

- BR-080 - Rodovia radial brasileira que segue de Brasília (DF) até Ribeirão Cascalheira (MT). Recebe o nome de "Rodovia Belém-Brasília" em um pequeno trecho concomitante com a BR-153 em Uruaçu (GO).

- BR-414 - Rodovia de ligação brasileira que segue de Porangatu (GO) até Anápolis (GO). Recebe o nome de "Rodovia Belém-Brasília" no trecho concomitante com a BR-153 entre Porangatu (GO) e Santa Tereza de Goiás (GO).

- BR-242 - Rodovia transversal brasileira que segue de Maragogipe (BA) até Sorriso (MT). Recebe o nome de "Rodovia Belém-Brasília" no trecho concomitante com a BR-153, localizado entre a cidade de Gurupi (TO) e o entroncamento de acesso a Formoso do Araguaia (TO), em Cariri do Tocantins (TO).

- BR-226[2] - Rodovia transversal brasileira que segue de Natal (RN) até Wanderlândia (TO). Recebe o nome de "Rodovia Belém-Brasília" no trecho entre Porto Franco (MA) e Wanderlândia (TO), possuindo trechos concomitantes com a BR-230 e com a BR-010.

- BR-230 - Rodovia transversal brasileira que segue de Cabedelo (PB) até Lábrea (AM). Recebe o nome de "Rodovia Belém-Brasília" no pequeno trecho de 2,5 km entre Aguiarnópolis (TO) e Estreito (MA) que passa pela Ponte Juscelino Kubitschek de Oliveira. Este trecho é concomitante com a BR-226.

- BR-010[2] - Rodovia radial brasileira que segue de Brasília (DF) até Belém (PA). Apesar de se iniciar em Brasília, a BR-010 recebe o nome de "Rodovia Belém-Brasília" somente no trecho entre Estreito (MA) e Belém (PA). Na Belém-Brasília, a BR-010 possui trechos concomitantes com a BR-226, com a BR-222, com a BR-316 e com a BR-308.

- BR-222 - Rodovia transversal brasileira que segue de Fortaleza (CE) até Marabá (PA) Recebe o nome de "Rodovia Belém-Brasília" no trecho concomitante com a BR-010 entre Açailândia (MA) e Dom Eliseu (PA).

- BR-316[2] - Rodovia diagonal brasileira que segue de Belém (PA) até Maceió (AL). Recebe o nome de "Rodovia Belém-Brasília" no trecho entre Belém (PA) e Santa Maria do Pará (PA), que é concomitante com a BR-010 e com a BR-308.

- BR-308 - Rodovia diagonal brasileira que segue de Belém (PA) até o Atracadouro do Cojupe em Alcântara (MA). Recebe o nome de "Rodovia Belém-Brasília" no trecho entre Belém (PA) e Santa Maria do Pará (PA), que é concomitante com a BR-316 e com a BR-010.

## Galeria

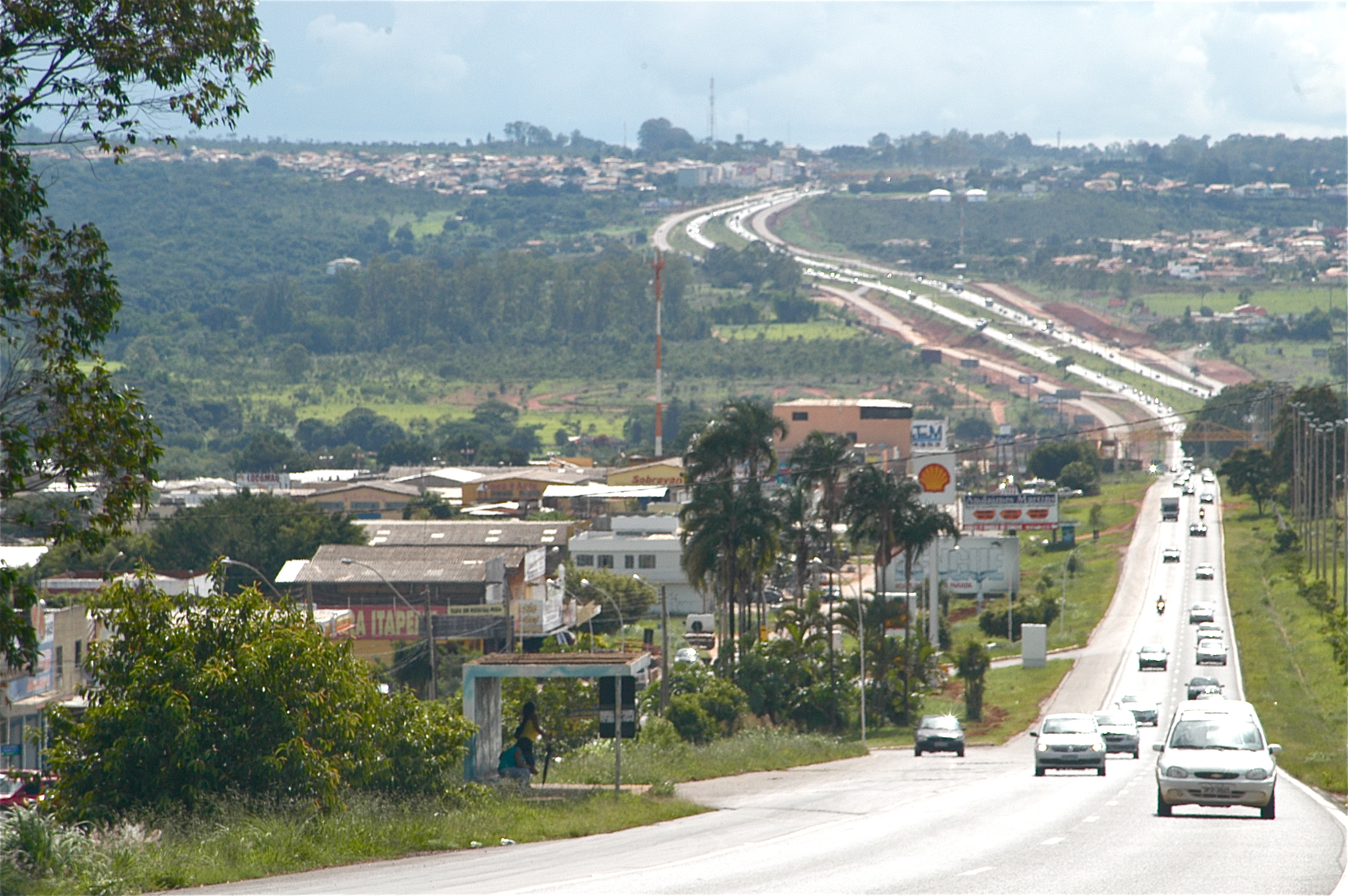
BR-010 em Sobradinho (DF).
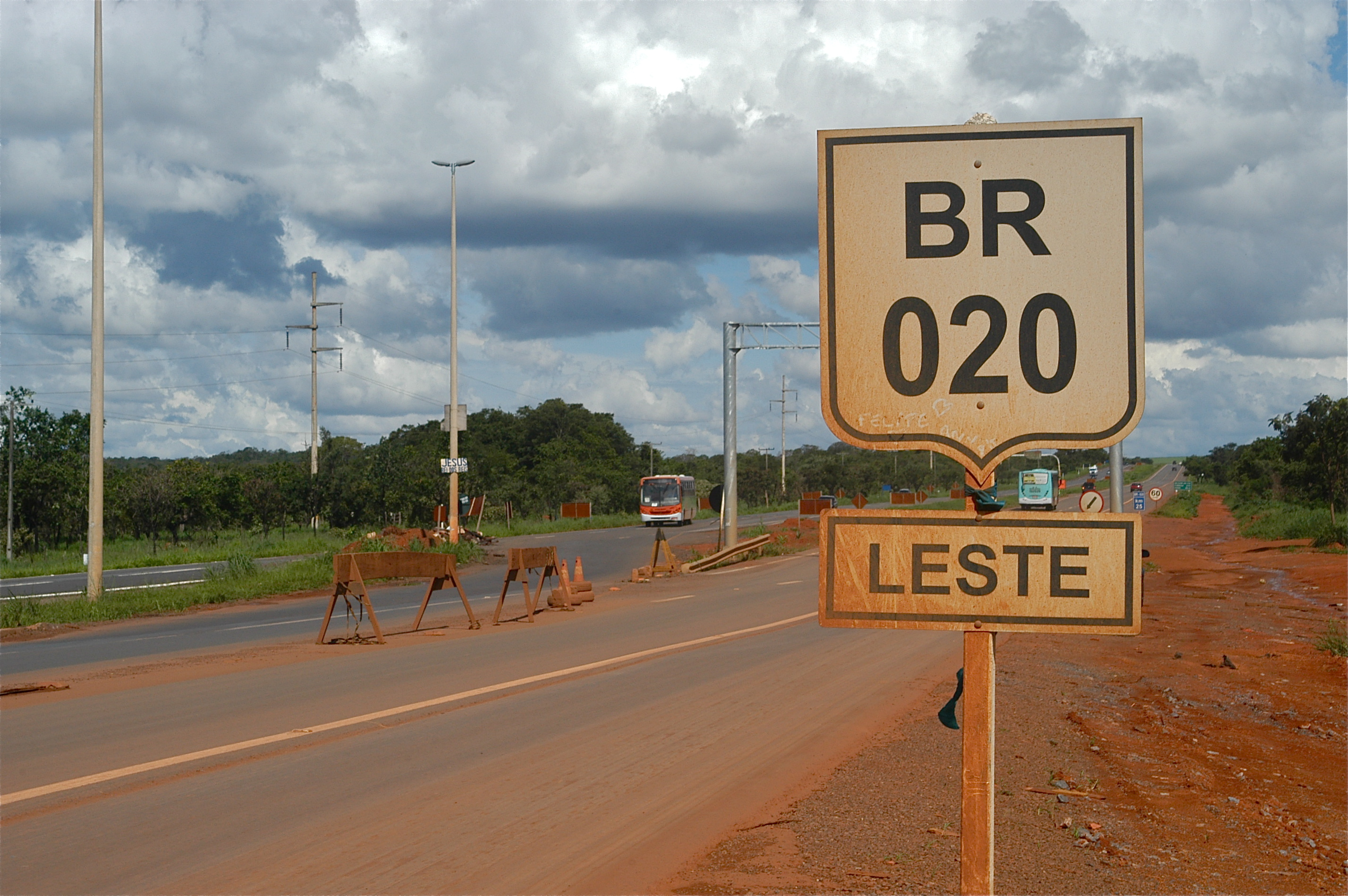
Trecho concomitante com a BR-020 e com a BR-030 em Planaltina (DF).
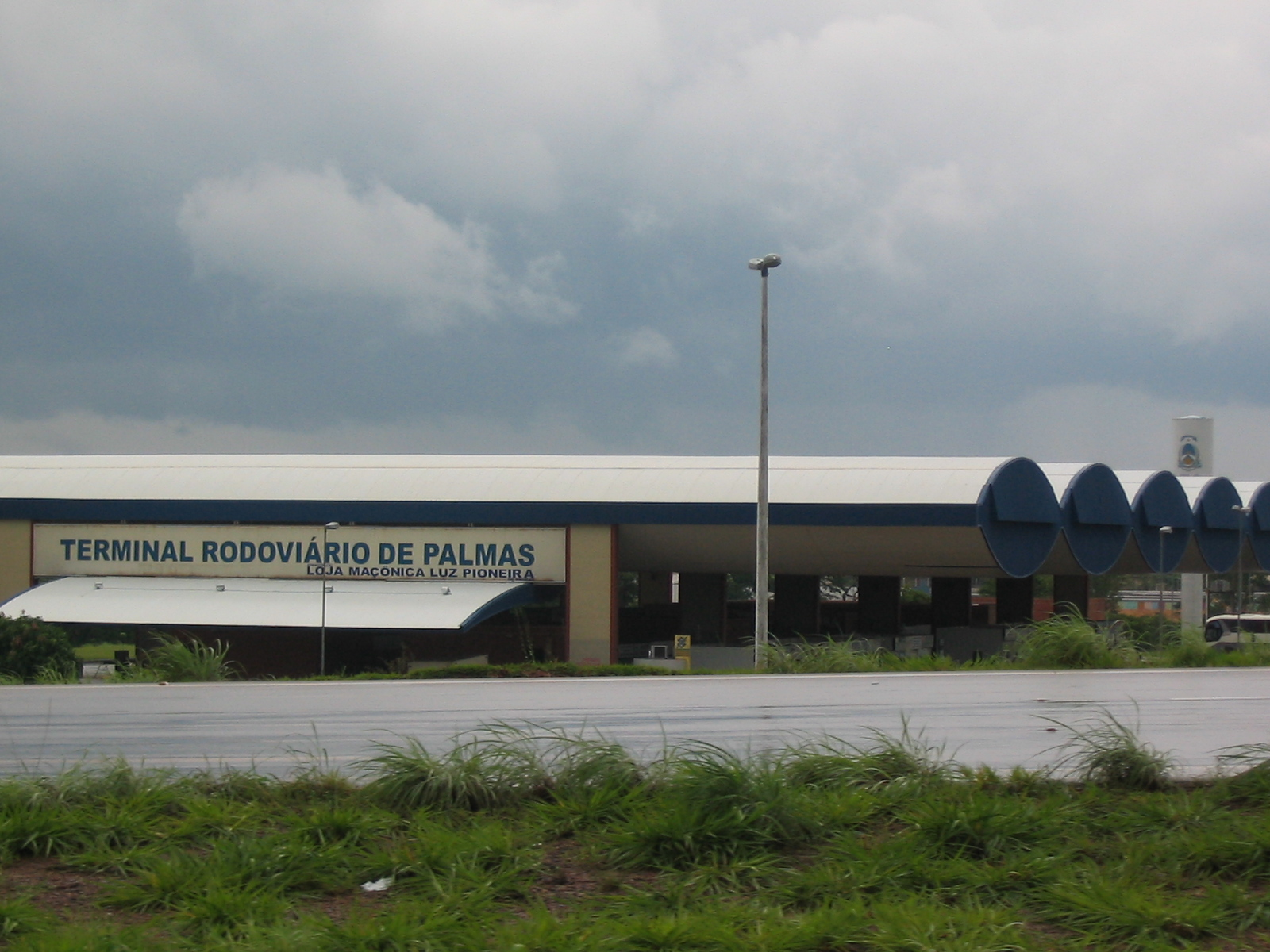
Pequeno trecho concomitante com as rodovias: TO-030, TO-040, TO-050 e TO-070, ao lado do Terminal Rodoviário de Palmas (TO).
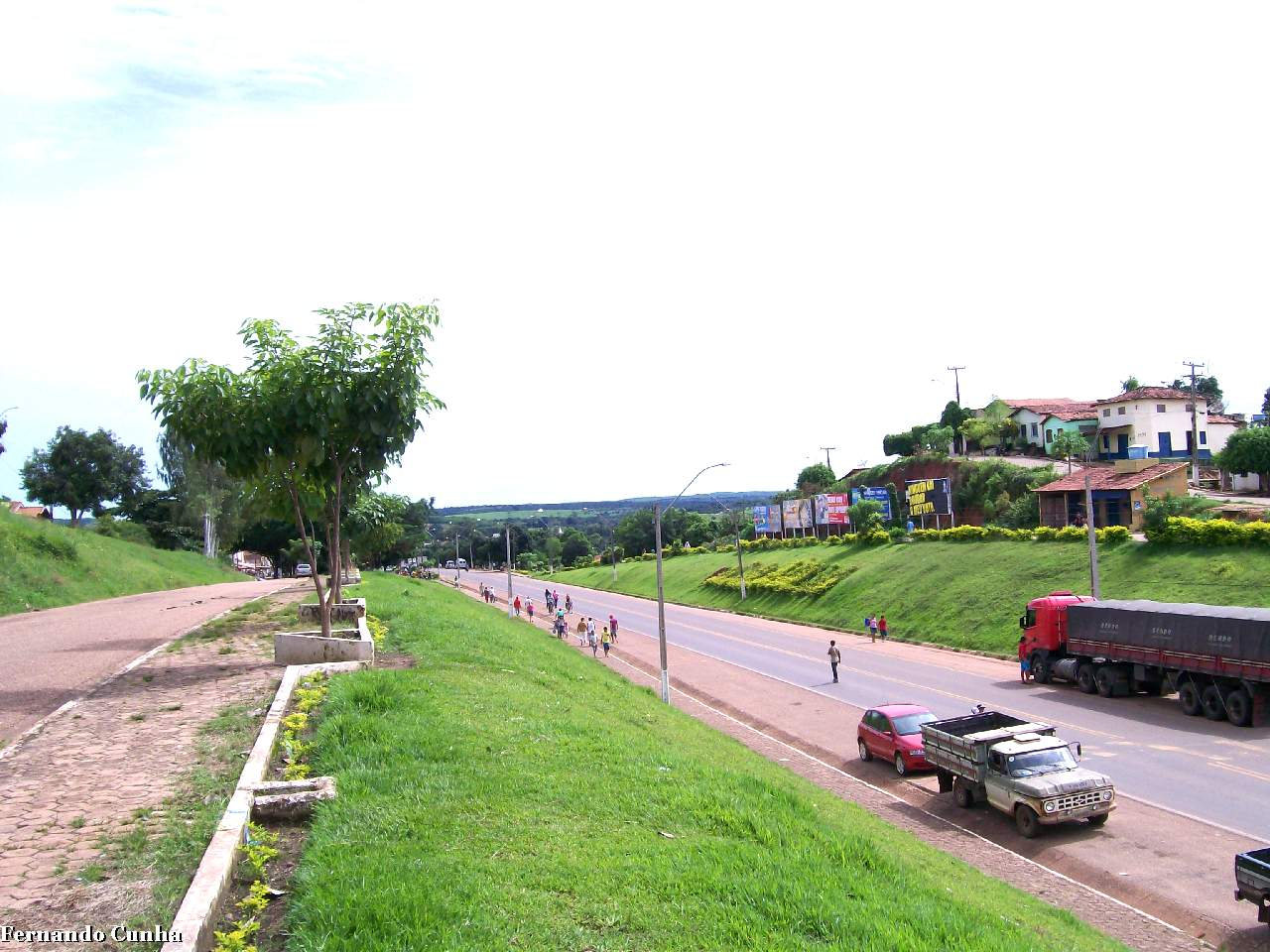
BR-010 em Açailândia (MA).
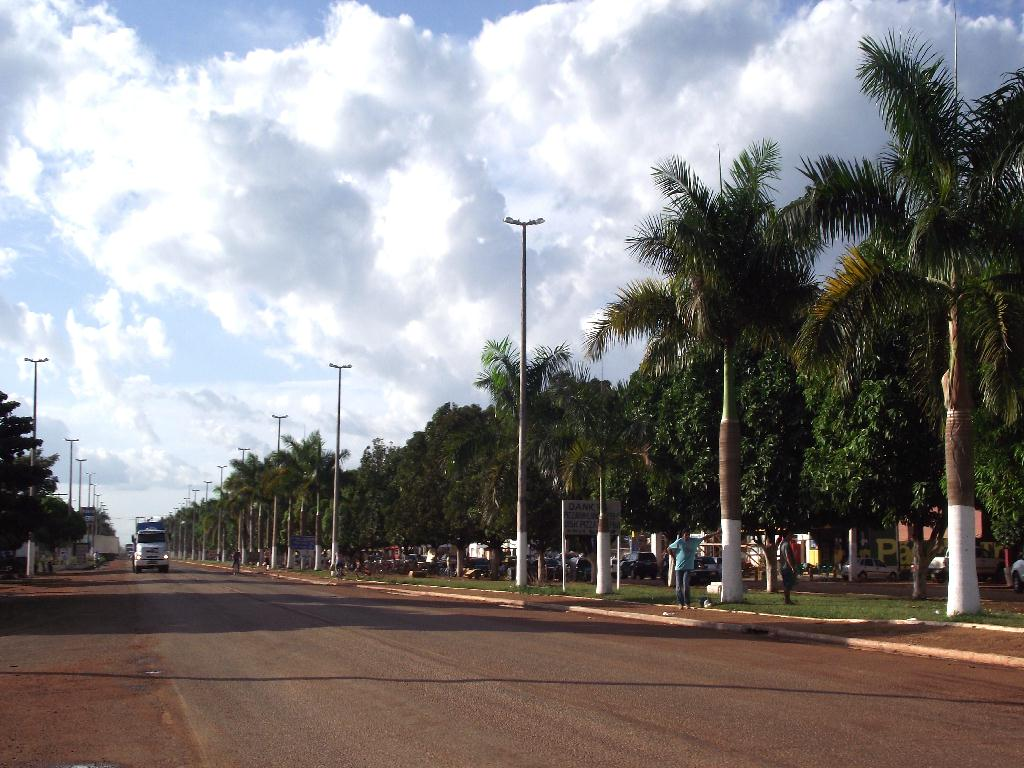
BR-010 em Dom Eliseu (PA).
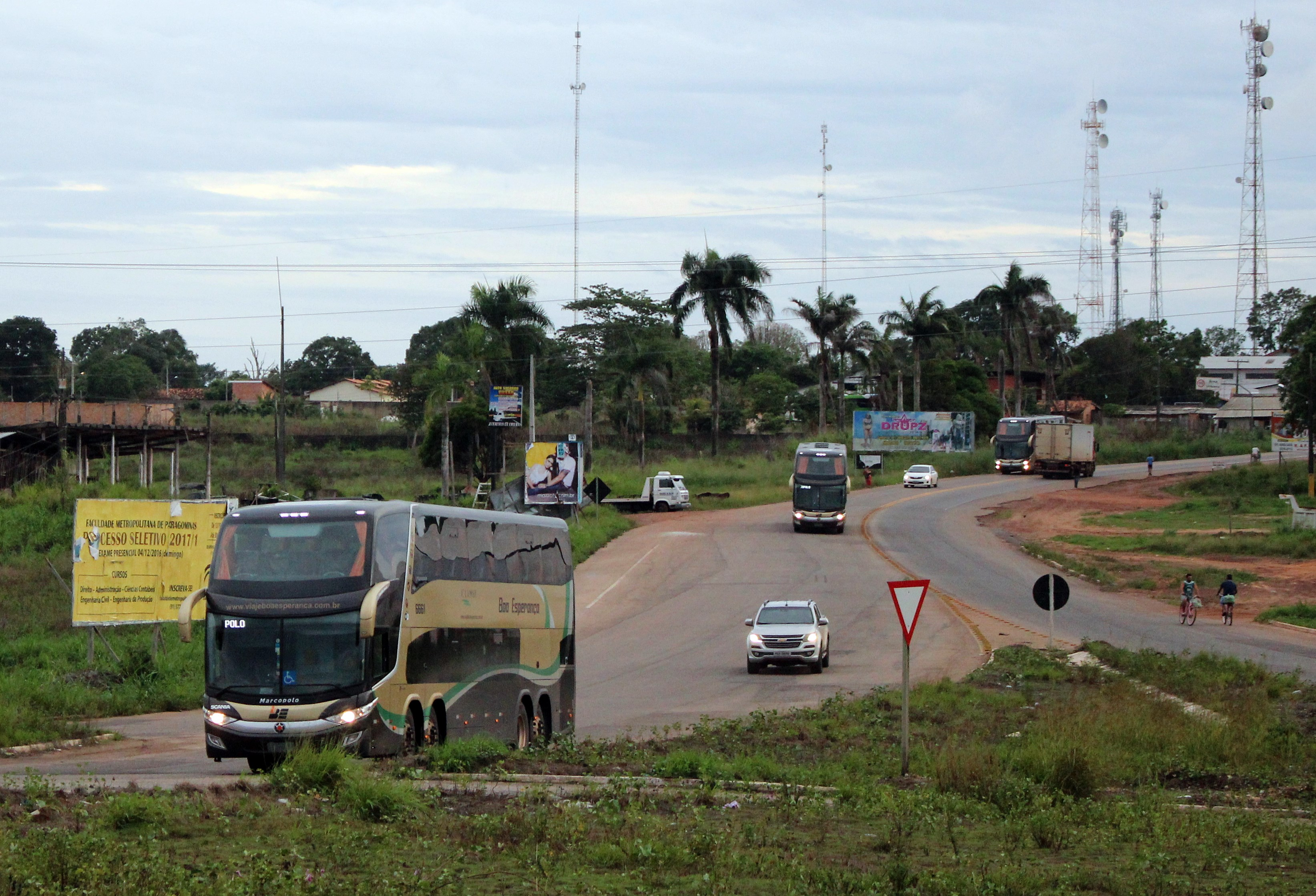
BR-010 trecho concomitante com a BR-316 e a BR-308 em Santa Maria do Pará (PA).